# Hypsicomus stichophthalmos
Hypsicomus stichophthalmos är en ringmaskart som först beskrevs av Grube 1863.  Hypsicomus stichophthalmos ingår i släktet Hypsicomus och familjen Sabellidae. Inga underarter finns listade i Catalogue of Life.